# Bürgermeisterei Steele
Die Bürgermeisterei Steele war eine Bürgermeisterei in den Landkreisen Essen bzw. Duisburg der preußischen Rheinprovinz. Seit 1857 war sie in eine Stadt- und eine Landbürgermeisterei geteilt; 1894 ging aus ihr die Bürgermeisterei Überruhr hervor.

## Geschichte
Bei der im Jahr 1808 begonnenen Einführung von Verwaltungsstrukturen nach französischem Vorbild im Großherzogtum Berg wurde im Kanton Essen des Arrondissements Essen im Département Rhein auch die Mairie (Bürgermeisterei) Steele eingerichtet. Nachdem das Rheinland 1814 an Preußen gefallen war, wurde aus der Mairie Steele die preußische Bürgermeisterei Steele, die 1816 zum neuen Kreis Essen kam, der 1823 im Kreis Duisburg aufging. Die Bürgermeisterei umfasste die Stadt Steele sowie die beiden Landgemeinden Rellinghausen und Überruhr.

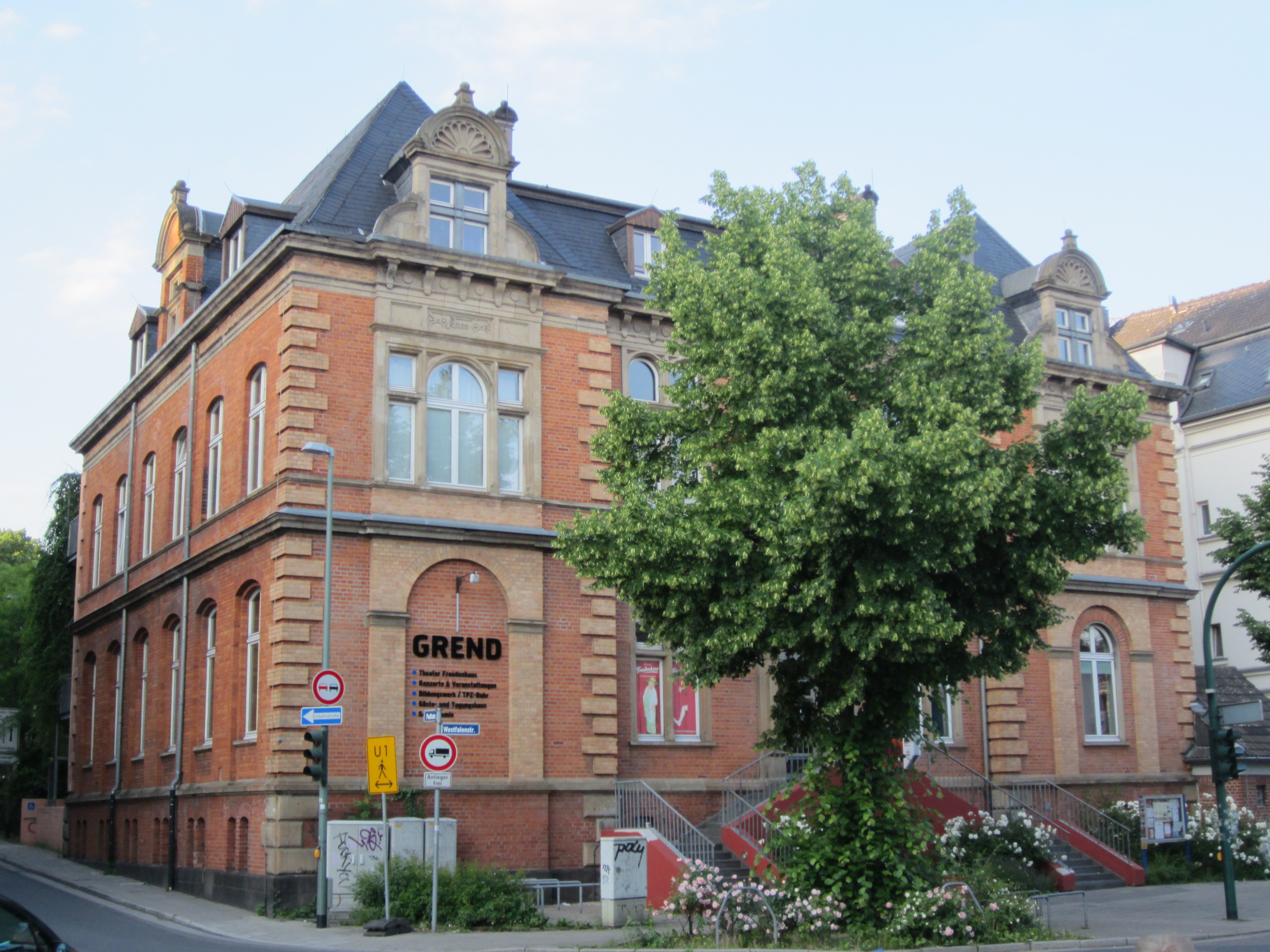
Ehemaliges Rathaus Steele

Die Stadt Steele erhielt am 25. Mai 1857 die Rheinische Städteordnung. Seitdem wurde zwischen der Stadtbürgermeisterei Werden und der Bürgermeisterei Steele-Land unterschieden, die die beiden Landgemeinden verwaltete. Beiden Bürgermeistereien stand in Personalunion der Bürgermeister von Steele vor. Im gleichen Jahr wurde der Kreis Essen wieder aus dem Kreis Duisburg herausgelöst und neu eingerichtet. 
Am 1. Januar 1876 schied Rellinghausen aus der Landbürgermeisterei Steele aus und bildete zusammen mit der Gemeinde Heisingen aus der Bürgermeisterei Kettwig die neue Bürgermeisterei Rellinghausen. Aus der Landbürgermeisterei Steele, die nun nur noch die Gemeinde Überruhr umfasste, wurde am 23. März 1894 die Bürgermeisterei Überruhr.
Das Gebäude der alten Rektoratsschule Steele wurde 1904 zum Steeler Rathaus. Heute befindet sich darin das Kulturzentrum Grend.
Durch das Gesetz über die Neuregelung der kommunalen Grenzen im rheinisch-westfälischen Industriebezirke wurde der größte Teil der bis dahin zur Provinz Westfalen gehörenden Gemeinde Königssteele am 1. April 1926 in die Stadt Steele eingemeindet.
Am Ende des Jahres 1927 wurde die Bezeichnung aller rheinischen Landbürgermeistereien zu „Amt“ geändert. Die Bürgermeisterei Überruhr hieß nun Amt Überruhr. 
Durch das Gesetz über die kommunale Neugliederung des rheinisch-westfälischen Industriegebiets wurde der Landkreis Essen zum 1. August 1929 aufgelöst. Steele und Überruhr wurden in die Stadt Essen eingegliedert.

## Einwohnerentwicklung
| Jahr | Bm. Steele | Bm. Steele | Quelle |
| ---- | ---------- | ---------- | ------ |
| 1816 | 3.641      | 3.641      | [ 7 ]  |
| 1828 | 4.134      | 4.134      | [ 8 ]  |
|      | Stadt      | Land       |        |
| 1871 | 5.305      | 6.584      | [ 9 ]  |
| 1885 | 8.237      | 3.285      | [ 10 ] |
|      |            | Überruhr   |        |
| 1895 | 10.069     | 3.494      | [ 11 ] |
| 1905 | 12.988     | 3.920      | [ 12 ] |
| 1910 | 14.487     | 4.211      | [ 13 ] |
| 1929 | 35.317     | 4.700      | [ 14 ] |

Die Landbürgermeisterei wurde 1874 verkleinert.

## Bürgermeister
Steele
- 1808–181100Albert Friedrich Bach
- 1811–182200Maximilian Friedrich von Vittinghoff
- 1824–183400Christian Noot
- 1834–183800Bertram Pfeiffer
- 1838–184400Samuel Friedrich Biegon von Czudnochowski
- 1844–185100Friedrich de Wolff
- 1851–186300Theodor Märcker
- 1863–187600Theodor von Cloedt
- 1877–188000Hugo Jesse
- 1880–188100Carl Matthias Aloys Pietz
- 1882–189400Theodor Heider
- 1894–189800Wilhelm Farwick
- 1899–192300Bernhard Schulz
- 1923–192900Richard Disch

Überruhr
- 1894–190300Theodor Heider
- 1903–192400Adolf von Auer
- 1925–192900Josef Hermanns